# Republika Beninu
Republika Beninu – krótko istniejące państwo afrykańskie na obszarze obecnej Nigerii.
Powstanie państwa ogłoszono 9 sierpnia 1967, kiedy wojska Biafry zajęły miasto Benin. 17 sierpnia jej prezydentem został obwołany Albert Nwazu Okonkwo.
Formalną niepodległość od Nigerii ogłoszono 19 września 1967. Dzień później wojska nigeryjskie odzyskały kontrolę nad regionem, co oznaczało jednoczesny upadek republiki.